# Stéphane Rouveyrolles
Stéphane Rouveyrolles, né le 3 mai 1967 à Nîmes, est un raseteur français, vainqueur de la Cocarde d'or.

## Biographie
Il est originaire de Moussac.

### Carrière
Il débute en course de protection en 1987.
Le 8 mai 1998, il est blessé dans les arènes du Grau-du-Roi par Clairet, de Saint-Gabriel. Il doit attendre de longs mois de convalescence avant de recommencer à raseter.
Il fait sa despedida en 2003, puis devient tourneur auprès de jeunes raseteurs.

#### Palmarès
- Cocarde d'or (Arles) : 1997
- Trophée des As : 1996, 1997[2]
- Gland d'or (Montfrin) : 1995[3]